# تاک دت تاک
تاک دت تاک (به انگلیسی: Talk That Talk) ششمین آلبوم خواننده باربادوسی، ریانا می‌باشد. این آلبوم در بازهٔ زمانی فوریه تا نوامبر ۲۰۱۱ میلادی ضبط شده‌است. همچنین در قالب‌های آر اند بی، پاپ، دنس پاپ آماده‌سازی شده‌است.